# Clubiona hummeli
Clubiona hummeli là một loài nhện trong họ Clubionidae.
Loài này thuộc chi Clubiona. Clubiona hummeli được Ehrenfried Schenkel-Haas miêu tả năm 1936.